# Norberto Melgarejo Tamariz
Norberto Melgarejo Tamariz nació en Yungay, Perú en 1933 y falleció en 1972. Desde muy joven, incentivado por su padre Don Elias, aprendió los primeros acordes musicales convirtiéndose en un experto mandolinista. A los 19 años de edad apoya la formación de la Banda Musical "Juventud Yungay", cuya inauguración fue el 26 de octubre de 1952, bajo la dirección del músico Don Octavio García Ramírez. Según referencias de la dama centenaria Doña Maria Isla, fue en ese año cuando Norberto concibió su primera canción "Pichishanca (El Gorrioncito)" la que ganó inmediata popularidad gracias al apoyo de su amigo el arpista Don Luis Loza. También nos informa Doña Maria - quien a conoció a Norberto desde niño- que esta canción la escribió "para hacer cantar a su abuela Ronda Mariquita". 
En octubre del año 1953 sufre un grave accidente que lo traslada a Lima por 6 años donde aprovecha los tiempos libres para estudiar música y componer sus principales huaynos dedicados a las pájaros nativos del Callejón de Huaylas: "Pichishanca" (El gorrioncito), Ichic Yuquis (El zorzalito), Kulqush o El Cuculí (Tórtola madrugadora), Huiscur malagüero ( Gallinazo mal agüero), Huinchus shonco sua (El Picaflor), El Picaflor en tu ventana, etc. Regresa a Yungay en 1960, convertido en músico, pero comparte por poco tiempo el quehacer musical con Amadeo Molina Rojo y Antero Ángeles Osorio porque al ofrecercele mejor perspectiva laboral emigra a Chimbote donde labora en la Gran Unidad Escolar San Pedro hasta el día del  Sismo alud del 31 de mayo de 1970, fecha en que retorna a Yungay apresuradamente para ayudar a su pueblo, donde la desolación y la muerte también a él lo esperaban.
- Datos: Q6044817